# ペトラ・マンデュラ
ペトラ・マンデュラ（Petra Mandula, 1978年1月17日 - ）は、ハンガリー・ブダペスト出身の女子プロテニス選手。WTAツアーでシングルスの優勝はないが、ダブルスで7勝を挙げた。自己最高ランキングはシングルス30位、ダブルス13位。右利き、バックハンド・ストロークは両手打ち。

## 来歴
1993年にプロ入りし、1994年から女子テニス国別対抗戦・フェドカップのハンガリー代表選手になる。マンデュラは女子テニスツアー下部組織の大会での下積み生活が長く、1998年全米オープンで4大大会の予選会に初挑戦したが、しばらく予選敗退が続いた。2000年全豪オープンで4大大会本戦にデビュー。同年のシドニー五輪で、オリンピックのハンガリー代表選手として初出場を果たす。女子シングルスでは1回戦でスペイン代表のコンチタ・マルティネスに完敗したが、カタリン・マロシとのダブルスで準々決勝に進出した。2001年の全仏オープンで、マンデュラは4大大会シングルスの自己最高成績を出し、ベスト8まで勝ち進んだ。予選から勝ち上がったマンデュラは、本戦1回戦で日本の杉山愛を破り、3回戦で第15シードのエレナ・ドキッチ（当時セルビア・モンテネグロ国籍）を破って勝ち進み、準々決勝でベルギーのキム・クライシュテルスに 1-6, 3-6 で完敗した。
マンデュラはシングルスよりもダブルスで好成績の多いタイプの選手で、最も頻繁にパートナーを組んだ選手はオーストリアのパトリシア・ワーツシュであった。彼女がWTAツアー大会で獲得したダブルス「7勝」のうち、5勝がワーツシュとのペアで獲得したものである。マンデュラとワーツシュは、2002年に日本の「トヨタ・プリンセス・カップ」でダブルス準優勝もあった。この決勝戦で、2人はアランチャ・サンチェス・ビカリオ&スベトラーナ・クズネツォワ組に 2-6, 4-6 で敗れた。トヨタ・プリンセス・カップは、この2002年大会を最後に開催中止となり、マンデュラとワーツシュは“最後のダブルス準優勝ペア”になった。
2004年、マンデュラは全豪オープンで自己最高の3回戦に進出し、アテネ五輪で2度目のオリンピックにも出場した。全豪オープン3回戦では、ハンガリーの同僚選手アニコ・カプロスに 6-3, 3-6, 10-12 で競り負けている。オリンピックでは、単複とも1回戦で敗退した。2004年5月、マンデュラはシングルスで自己最高位の「30位」をマークした。しかし、2005年から慢性の背筋痛に悩まされ、同年の全仏オープン1回戦敗退が最後の試合出場になった。マンデュラは2004年までフェドカップのハンガリー代表選手を務め、通算勝利数でチーム歴代1位記録となる「28勝8敗」の成績を残し、当地の往年の名選手アンドレア・テメシュバリの「27勝20敗」を上回った。

## WTAツアー決勝進出結果

### ダブルス: 11回 (7勝4敗)
| 結果   | No. | 決勝日         | 大会           | サーフェス    | パートナー             | 対戦相手                                                    | スコア              |
| ------ | --- | -------------- | -------------- | ------------- | ---------------------- | ----------------------------------------------------------- | ------------------- |
| 準優勝 | 1.  | 2000年2月13日  | ボゴタ         | クレー        | リタ・クチ＝キス       | ラウラ・モンタルボ パオラ・スアレス                         | 4–6, 2–6            |
| 準優勝 | 2.  | 2000年10月29日 | ブラチスラヴァ | ハード (室内) | パトリシア・ワーツシュ | カリナ・ハブスドバ ダニエラ・ハンチュコバ                   | 不戦敗              |
| 優勝   | 1.  | 2001年6月17日  | タシケント     | ハード        | パトリシア・ワーツシュ | タチアナ・ペレビニス タチアナ・ポウチェク                   | 6–1, 6–4            |
| 優勝   | 2.  | 2002年6月16日  | ウィーン       | クレー        | パトリシア・ワーツシュ | バルバラ・シュワルツ ヤスミン・ヴェール                     | 6–2, 6–4            |
| 優勝   | 3.  | 2002年7月14日  | カサブランカ   | クレー        | パトリシア・ワーツシュ | ヒセラ・ドゥルコ コンチタ・マルティネス・グラナドス         | 6–2, 6–1            |
| 準優勝 | 3.  | 2002年9月22日  | 東京           | ハード        | パトリシア・ワーツシュ | スベトラーナ・クズネツォワ アランチャ・サンチェス・ビカリオ | 2–6, 4–6            |
| 準優勝 | 4.  | 2003年2月2日   | アカプルコ     | クレー        | パトリシア・ワーツシュ | エミリー・ロワ アサ・スベンソン                             | 3–6, 1–6            |
| 優勝   | 4.  | 2003年4月13日  | エストリル     | クレー        | パトリシア・ワーツシュ | マレット・アニ エマニュエレ・ガグリアルディ                 | 6–7(3), 7–6(3), 6–2 |
| 優勝   | 5.  | 2003年4月20日  | ブダペスト     | クレー        | エレナ・タタルコワ     | コンチタ・マルティネス・グラナドス タチアナ・ペレビニス     | 6–3, 6–1            |
| 優勝   | 6.  | 2003年5月4日   | ボル           | クレー        | パトリシア・ワーツシュ | エマニュエレ・ガグリアルディ パティ・シュナイダー           | 6–3, 6–2            |
| 優勝   | 7.  | 2004年5月2日   | ブダペスト     | クレー        | バルバラ・シェット     | ヴィラーグ・ネーメト アグネシュ・サバイ                     | 6–3, 6–2            |

## 4大大会シングルス成績
略語の説明
| W | F | SF | QF | #R | RR | Q# | LQ | A | Z# | PO | G | S | B | NMS | P | NH |

W=優勝, F=準優勝, SF=ベスト4, QF=ベスト8, #R=#回戦敗退, RR=ラウンドロビン敗退, Q#=予選#回戦敗退, LQ=予選敗退, A=大会不参加, Z#=デビスカップ/BJKカップ地域ゾーン, PO=デビスカップ/BJKカッププレーオフ, G=オリンピック金メダル, S=オリンピック銀メダル, B=オリンピック銅メダル, NMS=マスターズシリーズから降格, P=開催延期, NH=開催なし.
| 大会           | 1997 | 1998 | 1999 | 2000 | 2001 | 2002 | 2003 | 2004 | 2005 | 通算成績 |
| -------------- | ---- | ---- | ---- | ---- | ---- | ---- | ---- | ---- | ---- | -------- |
| 全豪オープン   | LQ   | A    | LQ   | 1R   | LQ   | 2R   | 2R   | 3R   | 2R   | 5–5      |
| 全仏オープン   | A    | A    | LQ   | 2R   | QF   | 1R   | 4R   | 2R   | 1R   | 9–6      |
| ウィンブルドン | A    | A    | A    | 1R   | 2R   | 1R   | 2R   | 1R   | A    | 2–5      |
| 全米オープン   | A    | LQ   | LQ   | 1R   | 1R   | 2R   | 2R   | 1R   | A    | 2–5      |